# Marijan Zadnikar
Marijan Zadnikar (* 27. Dezember 1921 in Novo mesto; † 4. Oktober 2005 in Ljubljana) war ein slowenischer Kunsthistoriker, Konservator und Schriftsteller.

## Leben und Wirken
Marijan Zadnikar wurde in der kleinen, damals etwa 3500 Einwohner zählenden Stadt Novo mesto/Rudolfswerth, im Königreich der Serben, Kroaten und Slowenen geboren. Bald nach der Geburt kam er nach Ljubljana/Laibach, wo seine Eltern zur alteingesessenen Bürgerschaft gehörten. In Ljubljana besuchte Zadnikar die Grundschule und danach das Gymnasium in der Vegova 4. Im Herbst 1940 legte er das Abitur ab und begann anschließend an der Philosophischen Fakultät der Universität Ljubljana mit dem Studium der Kunstgeschichte.
Im April 1941 kam der Krieg über Jugoslawien. Am 11. April wurde Ljubljana von den Italienern und im September 1943 von den Deutschen besetzt. Die Kriegswirren beeinflussten Zadnikars Studium extrem, außerdem wurde er längere Zeit als „Angehöriger der Intelligenz“, in einem italienischen Internierungslager festgehalten. Als schlichter Postarbeiter erlebte er im Mai 1945 das Kriegsende und in der Nachkriegszeit gelang es ihm, sein Einkommen als Opernsänger und Rundfunkmoderator aufzubessern.
Im Jahre 1947 übernahm Zadnikar auf Betreiben seines Universitätslehrers und Mäzen, Prof. Dr. France Stelé, beim Denkmalschutzamt Sloweniens in Ljubljana eine Assistentenstelle als Konservator. Zadikars erster großer Auftrag war dann die Bestandsaufnahme der Kunstdenkmäler in dem durch Umsiedlung entvölkerten und vom Krieg verwüsteten Gebiet des Gottscheerlandes (Kočevska), die ebenfalls auf Anregung Stelés durchgeführt wurde. Als Projektleiter bereiste Zadnikar im Jahre 1947 mit zwei Kollegen, dem Lehrer Janko Trošt und dem Architekten Jože Kregar, unter schwierigen Bedingungen das Gottscheerland und dokumentierte den damaligen Zustand vieler Kirchen und Kunstdenkmäler, hauptsächlich in der Umgebung der Stadt Gottschee und im Westteil des Landes. Eine Zusammenfassung dieser Bestandsaufnahme veröffentlichte Zadnikar 1968 als Buch.
Im Jahre 1949 schloss Zadnikar sein Universitätsstudium ab und erwarb sich sechs Jahre später an der Philosophischen Fakultät der Universität Ljubljana mit einer Dissertation aus der Kunstgeschichte den Doktorgrad. Es folgten Studien- und Forschungsaufenthalte an verschiedenen Universitäten in Deutschland, Frankreich und den USA sowie zahlreiche Vortragsreisen in Europa.
Als Wissenschaftler fühlte sich Zadnikar besonders von der romanischen Architektur seiner slowenischen Heimat angezogen. Die Zisterzienserabtei Stična/Sittich in Dolenjska/Unterkrain und die Kartause Žiče/Seiz in Štajerska/Untersteiermark hatten es ihm besonders angetan, aber auch so kleine Dorfkirchen wie die Nikolauskapelle in Selo/Totlak im Prekmurje/Übermurgebiet oder die Johanneskirche in Spodnja Muta / Untermauten im Drautal konnten ihn begeistern.
Nach 35 Dienstjahren beim Denkmalschutzamt ging Zadnikar im Jahre 1982 in den beruflichen Ruhestand und widmete sich nun ganz der Wissenschaft. Rückblickend schreibt er über sein Arbeitsleben:

„Vier Jahrzehnte wanderte ich als Kunsthistoriker und Denkmalpfleger durch die slowenischen Gotteshäuser und versuchte wenigstens einen Teil dessen zu ergründen, was sie seit Jahrhunderten als Geheimnis in sich hüten. […] Diese Wanderungen durch die slowenische Landschaft und ihre Gotteshäuser gehören zu den schönsten Erkenntnissen und Erlebnissen in meinem Leben und daher auch zu meinen schönsten Erinnerungen. Würde mich nun jemand fragen, warum ich mit meinem Leben nicht etwas Vernünftiges oder wenigstens Einträglicheres angefangen habe, könnte ich ihm nicht so recht antworten; aber er würde mich so und so nicht verstehen.“

Auch im Ruhestand ging Zadnikar noch oft auf Reisen und hielt Vorträge über die romanische Sakralarchitektur in Slowenien, unter anderem in Stockholm, Uppsala und Lund, aber auch in Budapest, Warschau, München und Graz. Im Jahre 1997 wurde er zum Mitglied der Slowenischen Akademie der Wissenschaften und Künste (SAZU) ernannt. Im Herbst 2005 starb Marijan Zadnikar 83-jährig in Ljubljana.

## Schriften (Auswahl)
- Varstvo spomenikov I [Denkmalpflege I]. Ljubljana 1948.
- Romanski vzhodni zvoniki na Slovenskem. In: Zbornik za umetnostno zgodovino, Nova vrsta III. Ljubljana 1955.
- Romanska arhitektura na Slovenskem [Die romanische Architektur in Slowenien]. Državna založba Slovenije, Ljubljana 1959.
- Umetnostni spomeniki v Pomurju [Die Kunstdenkmäler im Murgebiet]. Murska Sobota, 1960.
- Hrastovlje. Tiskarna Ljudska Pravica. Ljubljana 1961.
- Znamenja na Slovenskem [Bildstöcke in Slowenien]. Ljubljana 1964, 1970.
- Gradivo za umetnostno topografijo Kočevske [Materialien für die Kunsttopografie von Gottschee]. Zavod za spomeniško varstvo Slovenije. Ljubljana 1968.
- Umetnost XVII. stoletja na Slovenskem I [Die Kunst des 17. Jahrhunderts in Slowenien I]. Ljubljana 1968.
- Samostan Stična, Zbirka spomeniških vodnikov 18 [Die Kultur und Naturdenkmäler Sloweniens, Führersammlung]. Ljubljana  1969, 1971, 1977, 1981.
- Romanska umetnost. In: Ars Sloveniae [Die romanische Kunst]. Ljubljana 1970.
- Srednjeveška arhitektura kartuzijanov in slovenske kartuzije [Die mittelalterliche Baukunst der Kartäuser und die slowenischen Kartausen]. Ljubljana 1972.
- Žička kartuzija. Kulturni in naravni spomeniki Slovenije 34 [Die Kartause Seiz. Die Kultur und Naturdenkmäler Sloweniens, Führersammlung]. Ljubljana 1973.
- Hrastovlje. Kulturni in naravni spomeniki Slovenije 39 [Die Kultur und Naturdenkmäler Sloweniens, Führersammlung]. Ljubljana 1973.
- Spomeniki cerkvene arhitekture in umetnosti 1. und 2 [Die Denkmäler der sakralen Architektur und Kunst]. Celje, 1973, 1975
- Domanjševci. (gemeinsam mit Ivan Zelko). Pomurska založba, Murska Sobota 1974.
- Pleterje. Kulturni in naravni spomeniki Slovenije 59 [Die Kultur und Naturdenkmäler Sloweniens, Führersammlung]. Ljubljana 1976.
- Stična in zgodnja arhitektura cistercijanov [Sittich und die frühe Baukunst der Zisterzienser]. Ljubljana 1977.
- Med umetnostnimi spomeniki na slovenskem Koroškem, Obiski starih cerkva pa še kaj mimogrede [Bei den Kunstdenkmälern des slowenischen Kärnten, Der Besuch von alten Kirchen und noch manches Andere im Vorübergehen]. Celje, 1979
- Romanika v Sloveniji [Romanik in Slowenien]. Ljubljana 1982.
- Die Kartäuser, Orden der schweigenden Mönche. Köln 1983.
- Po starih koroških cerkvah [Ein Streifzug durch alte Kärntner Kirchen]. Klagenfurt 1984.
- Hrastovlje, Romanska arhitektura in gotske freske. Družina, Ljubljana 1988
- Krizni hodnik pripoveduje [Der Kreuzgang [von Sittich] erzählt]. Drzavna zalozba Slovenije, Ljubljana 1988.
- Rotunda sv. Janeza Krstnika na Spodnja Muta [Die Rotunde des hl. Johannes des Täufers in Untermauten]. Ljubljana 1990.